# Galba

Denar Galbas

Lucius Livius Ocella Servius Sulpicius Galba (* 24. Dezember 3 v. Chr. bei Tarracina; † 15. Januar 69 in Rom) war vom 8. Juni 68 bis 15. Januar 69 römischer Kaiser. Im Jahr seines Todes wurden drei weitere Kaiser ernannt, weswegen es als Vierkaiserjahr in die Geschichte eingegangen ist. Galba war der erste Kaiser, der nicht aus dem julisch-claudischen Kaiserhaus stammte.

## Leben

### Familie und Herkunft

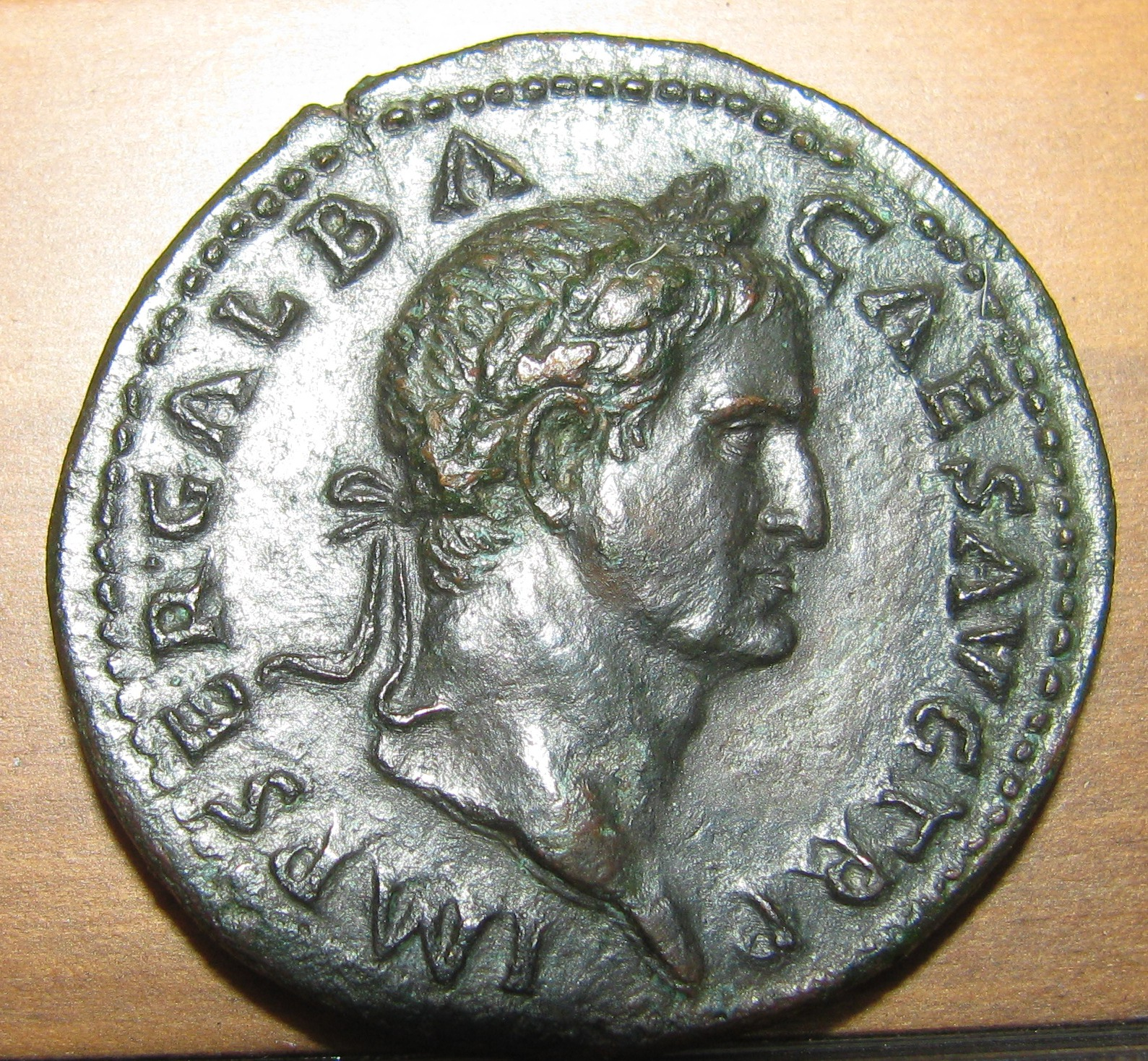
Sesterz Galbas im Musée des Beaux-Arts (Lyon)

Galba wurde am 24. Dezember 3 v. Chr. in einer Villa bei Tarracina geboren. Er stammte aus einer alten senatorischen Familie der Nobilität und galt charakterlich als untadelig. Sein Vater war Gaius Sulpicius Galba (Suffektkonsul 5 v. Chr.), seine Mutter Mummia Achaica. Über seine Mutter hatte er verwandtschaftliche Verbindungen zu Quintus Lutatius Catulus (Konsul 78 v. Chr.), einem großen Politiker der späten Republik, der Galba ein Vorbild war. Nach deren Tod adoptierte ihn Livia Ocellina, die zweite Frau seines Vaters, wodurch er deren großen Besitz bei Tarracina erbte. Fortan nannte er sich Lucius Livius Ocella Servius Sulpicius Galba, wodurch eine nähere Verbindung zu Livia entstand, der Frau des Augustus und Mutter des Tiberius, die ihn in seiner Karriere förderte. Zudem vermachte Livia Ocellina ihm eine beachtliche Menge an Reichtum. Galba hatte einen älteren Bruder, Gaius, der 22 das Amt des Konsuls erreichte, jedoch sein Vermögen verschleuderte und sich aus Rom zurückzog. Nachdem er bei Tiberius in Ungnade gefallen war, beging Gaius 36 Selbstmord. Galba heiratete um 20 Aemilia Lepida, mit der er zwei Söhne hatte. Sowohl seine Frau als auch die beiden Kinder verstarben jedoch, woraufhin Galba als Witwer lebte.

### Karriere
Galba begann die senatorische Ämterlaufbahn (cursus honorum) unter der Herrschaft des Tiberius. Als Prätor ließ er bei den ludi florales, den Spielen zu Ehren der Göttin Flora, seiltanzende Elefanten auftreten. Noch vor seinem ersten ordentlichen Konsulat 33 war Galba für ein Jahr praetorischer Statthalter von Aquitanien. Nachdem im Sommer 39 eine Verschwörung gegen Caligula aufgedeckt wurde, bei der Gnaeus Cornelius Lentulus Gaetulicus (Konsul 26), der Kommandant des obergermanischen Heeres, eine tragende Rolle spielte, wurde Galba dessen Nachfolger. Mit harten Maßnahmen stellte er die Disziplin des Heeres wieder her. Etwa um diese Zeit, vielleicht noch unter seinem Vorgänger, war ein Einfall der Chatten über den Rhein erfolgt, weshalb Galba 39/40 einen Vorstoß in deren Gebiet unternahm. Dieser Feldzug wurde im Frühjahr oder Sommer 40 unter dem Oberbefehl Caligulas auf rechtsrheinischem Gebiet fortgesetzt. Als jedoch Caligula im Spätsommer 40 nach Rom abreiste, kam es zu einem erneuten Vorstoß der Chatten. Dieser wurde im folgenden Jahr, unter der Herrschaft des Claudius, durch Galba zurückgeschlagen, wobei er auch in das Gebiet der Chatten eindrang. Die Siege Galbas sorgten dafür, dass in den folgenden zehn Jahren die Chatten den Frieden hielten.
43 begleitete er Claudius, der ihn sehr schätzte, als comes auf dessen Britannienreise und 44–46 war er Prokonsul von Africa. Dort sollte Galba die Ordnung in der Provinz wiederherstellen, die sowohl durch innere Streitigkeiten als auch rebellierende Stämme bedroht war. Hier besiegte er 45 die Musulamier. Auch sein Beharren auf Disziplin und sein Gerechtigkeitssinn, gerade auch in unbedeutenden Angelegenheiten, halfen ihm bei der Ausführung seiner Aufgabe. Für seine Dienste in Africa und Germanien bekam Galba die Auszeichnungen eines Triumphators und drei Priesterämter verliehen. In der folgenden Zeit zog sich Galba ins Privatleben zurück, wobei wohl die Missgunst Agrippinas, der Schwester des Caligula und Mutter Neros, die Claudius 49 geheiratet hatte, eine Rolle spielte. Nach deren Ermordung im März 59 wurde Galba 59/60 wieder rehabilitiert, da er immer noch als tüchtig und loyal galt. Von Nero wurde Galba 60 als Statthalter in die Provinz Hispania Tarraconensis gesandt.

### Herrschaftsübernahme
Bereits nach der Ermordung Caligulas durch die Prätorianer am 24. Januar 41, soll Galba ein erstes Mal von seinen Freunden dazu gedrängt worden sein, nach der Macht zu greifen, was er jedoch ablehnte. Im Winter 67/68 begann unter der Initiative von Gaius Iulius Vindex, dem Statthalter der unbewaffneten Provinz Gallia Lugdunensis, eine Aufstandsbewegung gegen Nero. Galba verhielt sich auf dessen Bitte um Unterstützung zuerst neutral, da er sich weder anschloss, noch die Nachricht von der Rebellion nach Rom übersandte, wie dies andere Kommandeure taten. Dies scheint daran gelegen zu haben, dass Galba den Briefen kein Vertrauen schenkte. Erst Anfang April 68 schloss Galba sich der Aufstandsbewegung an und wurde am 3. April in Carthago Nova durch Soldaten und Provinziale zum Kaiser ausgerufen. Er nannte sich jedoch zunächst legatus Senatus Populique Romani, da die letztendliche Entscheidung über den Nachfolger Neros dem Senat überlassen werden sollte. Galba sandte zudem Briefe an die anderen Provinzstatthalter, in denen er um ihre Unterstützung bat. Diesen Bitten kamen Aulus Caecina Alienus, der Quaestor von Baetica, und Marcus Salvius Otho, der Statthalter von Lusitania, nach, die sich ihm anschlossen. Gerade Othos finanzielle Unterstützung brauchte Galba, um seine Truppen zu bezahlen.
Zu Beginn verfügte er nur über eine Legion, die Legio VI Victrix, drei Auxiliarkohorten und zwei Reiterschwadronen. Galba ordnete deshalb Aushebungen an und stellte eine zweite Legion, die Legio VII Galbiana, und zwei weitere Auxiliarkohorten aus dem Gebiet der Vasconen auf, wodurch sich seine Streitkraft fast verdoppelte. Unterdessen hatte Vindex die Belagerung von Lugdunum aufgenommen, der Hauptstadt der Provinz Gallia Lugdunensis. Als Lucius Verginius Rufus, der Statthalter in Obergermanien, davon erfuhr, zog er los, um den Aufstand niederzuschlagen. Hierzu führte er seine zwei Legionen aus Mogontiacum, die Legio IV Macedonica und die Legio XXII Primigenia, sowie Teile weiterer vier Legionen aus Niedergermanien inklusive Auxiliartruppen ins Feld. Vindex soll zu diesem Zeitpunkt etwa 100.000 Mann unter Waffen gehabt haben, die jedoch größtenteils schlecht ausgerüstet waren. Als er davon erfuhr, dass Rufus Vesontio belagerte, das ihn nicht mit offenen Toren empfangen hatte, eilte Vindex der Stadt zur Hilfe und schlug sein Lager in der Nähe auf. Die beiden Befehlshaber schickten untereinander Nachrichten und trafen sich letztendlich sogar persönlich, wobei sie sich gegen Nero aussprachen. Dennoch kam es danach unter ungeklärten Umständen zur Schlacht zwischen den beiden Heeren, die wohl durch die Initiative der Soldaten zustande kam und bei der Vindex, nach dem Verlust von 20.000 Soldaten, Selbstmord beging. Als die Legionäre Rufus nun zum Kaiser ausrufen wollten, lehnte dieser jedoch ab, weshalb seine Truppen weiterhin zu Nero standen.
Nachdem Galba die Nachricht von der Niederlage des Vindex bei Vesontio erhalten hatte, schrieb er sofort an Rufus und bot eine Kooperation an, bekam jedoch keine Antwort und zog sich daraufhin nach Clunia zurück. Im Juni 68 änderte sich die Lage für Galba jedoch, da der Prätorianerpräfekt Gaius Nymphidius Sabinus die Prätorianer mit dem Versprechen eines gewaltigen Geldgeschenkes von 7.500 Denaren (30.000 Sesterzen) zum Abfall von Nero bewegte. Daraufhin bestätigte der Senat am 8. Juni 68 Galba als neuen Kaiser und erklärte Nero zum Staatsfeind, woraufhin dieser am 9. Juni Selbstmord beging.

### Herrschaft
Die Nachricht von seiner Bestätigung als Kaiser erreichte Galba wohl am 16. oder 18. Juni, als dessen Freigelassener Icelus in Clunia eintraf. Zwei Tage später folgte eine Nachricht mit dem exakten Text des Senatsbeschlusses, die der Senator Titus Vinius überbrachte. Galba übernahm nun den Namen Servius Galba Imperator Caesar Augustus und die tribunicia potestas. Vor seinem Aufbruch nach Italien regelte er jedoch zuerst die Verhältnisse in Hispania und übertrug die Kontrolle über die drei Provinzen Tarraconensis, Lusitania und Baetica Cluvius Rufus. Vermutlich am 16. Juli brach Galba von Tarraco nach Italien auf, wobei er die Legio VII Galbiana mit sich führte. Auf seinem Weg nach Rom bestrafte Galba die Städte Spaniens und Galliens, die gezögert hatten, sich ihm anzuschließen, durch höhere Steuerabgaben sowie in einigen Fällen die Schleifung der Stadtmauern. Bei der Stadt Narbo traf er eine Abordnung des Senats, die ihn bat, die Reise zu beschleunigen. Dieses Treffen lässt sich etwa auf den 5. August datieren.
Galba setzte seinen Weg in Gallien fort und setzte Iunius Blaesus als Statthalter der Provinz Lugdunensis ein, in deren Hauptstadt er die Legio I Italica und die ala Tauriana stationierte. Die Stämme der Haeduer, Arverner und Sequaner, die Vindex unterstützt hatten, wurden mit zusätzlichen Gebieten und der Befreiung von Tributen belohnt, während die Treverer und Lingonen, die mit den Rheinlegionen kooperiert hatten, bestraft wurden. Dieses Verhalten der Belohnung von Unterstützern und Bestrafung von Zauderern oder Widersachern wandte Galba auch in weiteren Fällen an. Den Statthalter der Provinz Aquitania, Betuus Cilo, ließ er hinrichten, wohl weil dieser um Unterstützung angefragt hatte, als der Aufstand des Vindex ausgebrochen war. Auch in Germanien griff Galba ein und ließ Verginius Rufus durch Marcus Hordeonius Flaccus ablösen. Rufus schloss sich daraufhin dem Zug des Kaisers nach Rom an.
Aulus Caecina Alienus, der Galba schon früh unterstützt hatte, wurde mit einem Legionskommando in Obergermanien betraut. In Niedergermanien war der Befehlshaber Fonteius Capito unter unklaren Umständen umgekommen. Er wurde durch Aulus Vitellius ersetzt. In der Provinz Belgica wurde Pompeius Propinquus als Prokurator eingesetzt. In Mauretania wurde Lucceius Albinus, dem prokuratorischen Statthalter von Mauretania Caesariensis, durch Galba ebenfalls die Verwaltung von Mauretania Tingitana übertragen. In Pannonia und Dalmatia wurde Cornelius Fuscus zum Prokurator ernannt, wohl um die beiden Statthalter der Provinzen zu überwachen. Ebenso wurde die Legio VII Galbiana im November 68 unter dem Befehl des Marcus Antonius Primus nach Carnuntum in Pannonia verlegt. Galatia und Pamphylia wurden durch den neu eingesetzten Calpurnius Asprenas verwaltet. Nach dem Tode Lucius Clodius Macers in der Provinz Africa hatte Gaius Vipstanus Apronianus das Amt des Prokonsuls auf Galbas Geheiß inne. Auch in Rom selbst griff der Kaiser zu Gunsten seiner Anhänger ein und ernannte Cornelius Laco zum Prätorianerpräfekten. Ebenso erhielt Aulus Ducenius Geminus das Amt des praefectus urbi und Plotius Firmus wurde zum praefectus vigilum ernannt.
Bei der Behandlung der Soldaten zeigte Galba kein besonderes Geschick. Die Legionen Germaniens erhielten von ihm keine Anerkennung für ihren Einsatz zur Aufstandsniederschlagung des Vindex und fürchteten eine Bestrafung, da sie in dieser Angelegenheit auf der scheinbar falschen Seite gekämpft hatten. Feindschaft erregten auch die Absetzung des Verginius Rufus und der mysteriöse Tod des Fonteius Capito. Weiteren Hass unter den Soldaten erzeugte Galbas Vorgehen gegen die unter Nero ausgehobene Legio I Adiutrix aus Marinesoldaten, die vor Rom ihr Lager aufgeschlagen hatte. Diese wollten von Galba eine Bestätigung ihres Status erhalten und versammelten sich dazu an der Milvischen Brücke. Als ihre Forderungen jedoch zurückgewiesen wurden, versuchten die Soldaten durch einen Aufruhr der Sache Nachdruck zu verleihen. Galba ließ daraufhin seine Infanterie und Kavallerie gegen die Aufständischen vorgehen, wobei viele getötet wurden. Die Überlebenden wurden dezimiert. Die darauf folgende Erfüllung der Forderungen und offizielle Anerkennung als Legio I Adiutrix änderte wenig an dem Schaden, den Galbas Ansehen bei den Soldaten genommen hatte. Auch sein Verhalten gegenüber den Prätorianern nahm ihm den Rückhalt der Soldaten, da er nicht daran dachte, das von Gaius Nymphidius Sabinus versprochene Donativ zu zahlen. Dies wäre umso ratsamer gewesen, da die Prätorianer unter Führung des Militärtribunen Antonius Honoratus den Versuch des Sabinus, die Herrschaft zu übernehmen, niedergeschlagen hatten und dieser daraufhin getötet worden war.
Ein politisches Ziel Galbas war die Sanierung des Staatshaushaltes, der unter den immensen Ausgaben Neros gelitten hatte. 2,2 Milliarden Sesterzen, die unter Nero verschenkt worden waren, sollten wieder eingetrieben werden, nur ein Zehntel der Schenkung sollte den betroffenen Personen überlassen werden. Für die Eintreibung der Summe wurden 30 Ritter eingesetzt. Da das Geld größtenteils schon in Güter umgesetzt worden war, wurden sie zwangsversteigert. Der größte Erfolg bei diesem Vorhaben scheint die Eintreibung von 40.000 Sesterzen gewesen zu sein, die Nero dem Orakel von Delphi geschenkt hatte.
Durch eine Inschrift vom Herbst 68 ist ebenso bekannt, dass Galba Reparaturen an der Horrea Sulpicia, dem größten Getreidespeicher Roms, vornehmen ließ. Eine Wiederherstellung der frumentationes, der kostenlosen Getreideabgaben an die männlichen Bewohner Roms, nahm er jedoch nicht vor, wohl aus finanziellen Gründen.
Als größtes Problem Galbas erwies sich jedoch die Abhängigkeit von seinen Beratern Titus Vinius, Cornelius Laco und Icelus, durch die er sich isolierte. All diese Männer hatten laut antiker Quellen charakterliche Mängel und verfolgten eigene Interessen. Die Karriere des Vinius war von Skandalen geprägt und er häufte sich ein Vermögen an. Laco hatte keine militärische oder administrative Erfahrung und soll arrogant und faul gewesen sein. Icelus, der erst kurz zuvor in den Ritterstand erhobene Freigelassene Galbas, raffte sich ebenso wie Vinius ein Vermögen zusammen.
Zur Krise für Galbas Herrschaft kam es am 1. Januar 69, als sich die Legionen in Obergermanien weigerten, ihren Eid auf den Kaiser zu erneuern, und dessen Standbilder umstießen. Die Nachricht von diesem Ereignis erreichte Galba wenige Tage später durch einen Brief des Prokurators der Provinz Belgica, Pompeius Propinquus.

### Adoption Pisos und Ermordung
Die Krise in Germanien beschleunigte nun die Wahl eines Nachfolgers. Da seine beiden Söhne sowie seine Frau vor ihm gestorben waren, musste Galba nach einem anderen potentiellen Kandidaten Ausschau halten. Hierfür kamen mehrere Männer in Frage. Eine Option war Marcus Salvius Otho, der Galba schon seit Spanien und dem Aufstand des Vindex als einer der frühesten Gefolgsleute begleitete. Als Alternative wurde Gnaeus Cornelius Dolabella gesehen, ein entfernter Verwandter und vermutlich sein Großneffe. Nachdem am 9. Januar der Brief des Prokurators der Provinz Belgica, Pompeius Propinquus, eintraf, der Galba über die Krise bei den germanischen Legionen informierte, sah sich der Kaiser gezwungen, eine Entscheidung in der Nachfolgerwahl zu treffen. Deshalb rief er am 10. Januar seine engsten Berater zu einem Treffen und erklärte, dass er Lucius Calpurnius Piso Frugi Licinianus auserkoren habe, ihm nachzufolgen. Die Adoption Pisos wurde zuerst den Prätorianern bekannt gemacht, jedoch versäumte es der Kaiser auch bei dieser Gelegenheit die Soldaten an sich oder seinen Nachfolger zu binden. Auch in dieser Situation versprach er kein Geldgeschenk, weder das von Nymphidius Sabinus versprochene Geld noch eine Summe zur Feier der Ereignisse. Danach suchte man den Senat auf, um diesem die Adoption Pisos zu verkünden. Viele Senatoren nahmen die Nachricht mit Freude auf oder täuschten dies vor, wenn sie Piso nicht wohlgesinnt waren. Die neutrale Mehrheit duldete die Entscheidung.
Die Entscheidung Galbas musste Otho brüskieren, da dieser sich selbst Hoffnungen auf die Nachfolge gemacht hatte. Er plante nun eine Verschwörung gegen Galba, um sich den Kaisertitel zu sichern. Hilfreich war hierbei, dass Otho sich früher schon um die Prätorianer bemüht und diesen Geldgeschenke oder Gunstbeweise zukommen lassen hatte. Er soll unter anderem 100 Sesterze an jeden Mann der wachhabenden Kohorte verteilt haben, wenn Galba bei ihm speiste. Otho überließ nun die Planung des Putsches seinem Freigelassenen Onomastus, der den Ordonnanzoffizier Barbius Proculus, der für die Parole der kaiserlichen Leibgarde zuständig war, und den Optio Veturius mit Geld und Versprechungen bestach, damit diese weitere Soldaten für den Putsch gewinnen. Es wurde zuerst der Plan gefasst, Galba in der Nacht des 14. Januar zu ergreifen und zum Prätorianerlager zu bringen, dann jedoch verworfen, da er zu viele Risiken barg. Die Ausführung des Putsches wurde auf den Morgen des 15. Januar verschoben.
An diesem Tag opferte Galba morgens vor dem Tempel des Apoll. Zuerst war auch Otho bei der Zeremonie anwesend, entschuldigte sich jedoch unter dem Vorwand eines Hauskaufes, nachdem Onomastus ihm die Nachricht überbracht hatte, dass man bereit zum Putsch sei, und eilte zum Milliarium Aureum. Dort traf er jedoch nur 23 Leibgardisten an, die ihn als Kaiser anriefen, weshalb man sich schleunigst auf den Weg zum Prätorianerlager machte, wobei sich die Zahl der Putschisten etwa verdoppelte. Als Galba über die Ereignisse informiert wurde, befahl er zuerst die Loyalität der Palastwache zu überprüfen, weshalb Piso dorthin geschickt wurde. Unterdessen wurden auch Gesandte zu den anderen in Rom verbliebenen Truppen gesandt, jedoch ohne großen Erfolg. Die Prätorianer bedrohten zwei gesandte Tribunen, Cetrius Severus und Subrius Dexter, den dritten, Pompeius Longinus, setzten sie fest. Die Legion der Marinesoldaten, die von Galba bestraft worden waren, hatte sich auf die Seite der meuternden Prätorianer geschlagen. Die illyrischen Truppenteile vertrieben den Gesandten Celsus Marius und die germanischen Truppen zögerten, obwohl sie Galba wohlgesinnt waren.
Der Kaiser musste sich nun entscheiden, ob er sich im Palast verschanzen oder den Putschisten aktiv entgegentreten wolle, bevor sie sich organisierten. Galba entschied sich dafür, den Putsch zu zerschlagen und machte sich in Begleitung einer ihm wohlgesinnten Menschenmenge, die sich vor dem Palast versammelt hatte, auf zum Forum. Unterdessen hatte Otho die Soldaten im Prätorianerlager für sich gewonnen und bewaffnen lassen. Da die Nachricht umging, dass Galba den Pöbel bewaffnen lasse, ließ er die Soldaten überstürzt aufbrechen, die daraufhin auf das Forum stürmten und die Menge auseinandertrieben. Als diese in Sichtweite kamen, desertierten auch die verbliebenen Soldaten der Palastwache, lediglich der Prätorianerzenturio Sempronius Densus verteidigte Galba, starb jedoch dabei. Der Kaiser, der im Chaos aus seiner Sänfte geschleudert worden war, wurde in der Nähe des Lacus Curtius getötet. Sein verstümmelter Leichnam wurde von Gaius Helvidius Priscus mit Erlaubnis Othos geborgen und vom Rechnungsführer Argius in seinen Privatgärten an der Via Aurelia bestattet. Über ihn wurde zuerst die Damnatio memoriae verhängt, doch am 1. Januar 70 wurde Galbas Ansehen durch Vespasian wiederhergestellt.